# 쉘 위 키스
《쉘 위 키스》(Shall We Kiss?, Un Baiser S'Il Vous Plait)는 프랑스에서 제작된 엠마뉴엘 모우렛 감독의 2007년 멜로/로맨스, 드라마 영화이다. 비에르지니 르도엔 등이 주연으로 출연하였고 Frederic Niedermayer 등이 제작에 참여하였다.

## 출연

### 주연
- 비에르지니 르도엔
- 엠마누엘 무레
- 줄리 가예트
- 미카엘 코헨

### 조연
- 프레데릭 벨
- 스테파노 아코르시